# 阿比留瑠比
阿比留 瑠比（あびる るい、1966年〈昭和41年〉3月4日 - ）は、日本の政治部記者、ジャーナリスト。産経新聞社論説委員兼政治部編集委員。

## 来歴
福岡県太宰府市出身。福岡県立筑紫丘高等学校、早稲田大学政治経済学部を卒業後、1990年4月産経新聞社に入社。
仙台総局、文化部（生活班）、社会部を経て政治部へ異動。政治部では内閣記者会（首相官邸担当、キャップ）、外務省兼遊軍担当を務めたのちに再び首相官邸担当に異動。

## 主張
改憲論者であり自衛隊の存在が憲法に明記されるべきであると、更に改憲は安倍晋三政権下でないと不可能であると主張していた。ジャーナリストの役割は権力監視ではない、是々非々で行うべきだと主張している。これに対し小林よしのりは「安倍政権だから擁護しているだけ、民進党政権だったら批判だけを行う」と阿比留の姿勢をたしなめている。

### 慰安婦問題
日本の慰安婦問題がこじれた原因は、強硬な態度をとる韓国への配慮から慰安婦募集における日本軍関与の強制性を認めた政府のその場しのぎで迎合的な対応にあったとして「河野談話」が引き起こしたものと述べている。「河野談話」は韓国における元慰安婦女性16人からの聞き取り調査（内容は非公開）だけ、日本軍・官憲が強制的に女性を集めたことを示す行政文書などの資料は一切ない事から極めて恣意的でいいかげんなものであると述べている。また、河野談話という「根拠」がなければ韓国がここまで高飛車になることはなかったと予測し、政治家は歴史家でもその道の専門家でもない為、歴史問題を扱う際にはもっと謙虚・慎重であるべきと主張している。
2014年8月5日、朝日新聞が慰安婦問題に関する検証記事（16-17面）を掲載し、『「済州島で連行」証言　裏付け得られず虚偽と判断』とし、吉田清治に関する記事（少なくとも16本）を取り消した際には、橋下徹に「あの阿比留瑠比さん。もうあの方の力なんでしょうね。まぁ、あれだけしつこくしつこく、事実に基づいて報道してああいう風になれば、朝日新聞も、もう逃げられなくなったんじゃないですか。」と言われた。

### 沖縄戦における集団自決
文部科学省が2007年3月、集団自決を強制とする記述について「軍が命令したかどうかは明らかといえない」との検定意見をつけた結果、「日本軍が配った手榴（しゅりゅう）弾で集団自害と殺しあいをさせ」との表記が「日本軍が配った手榴弾で集団自害と殺しあいがおこった」などと修正された（2007年10月4日産経新聞）ことについて、それによって軍の関与削除と他紙が伝える中、軍の関与自体はそのまま残されていると主張しているのは産経新聞一紙のみであり、2007年12月28日の産経抄においても修正された教科書内容を他紙が 「『軍の関与』復活」（朝日新聞）「『日本軍関与』が復活」（毎日新聞）「集団自決『軍の関与』記述」（読売新聞）「『軍の関与』認める」（日本経済新聞）「軍関与の記述復活」（東京新聞）と伝える中でも軍の関与は元々削除されていないと主張している。
この一連の産経新聞のみの軍の関与報道について、2007年12月27日の自身のブログのコメント欄にて「「集団自決」にかかる主語の「日本軍」が削除されたので、日本軍の関与が無くなった」との指摘に対して「そういう部分もあるでしょうが、日本語では主語が明確でなくても、関与を否定・削除したということにはならないと思います」と反論している。

### その他
- 映画「南京の真実」の取材を行っている[12][13]。
- 「特定アジア」の呼称を広める運動を行う[14]としている。
- 2006年7月20日に昭和天皇がA級戦犯を靖国神社へ合祀したことに反対していたとされる元宮内庁長官・富田朝彦の日記（富田メモ）を日本経済新聞が掲載した際には、翌21日の産経新聞（東京版）で特集記事を掲載し、天皇の政治利用と首相（当時）の小泉純一郎による終戦の日の参拝に反対する動きを批判している[15]。
- 2008年1月9日、日本文化チャンネル桜の番組「防人の道 今日の自衛隊」にゲスト出演。首相の福田が自衛隊による栄誉礼を拒否したことを批判した[16]。また同年11月および12月にも同番組に出演している[17][18]。
- 2011年には、日本文化チャンネル桜の番組で菅直人内閣の危険性を主張し[19]、東日本大震災後の出演では菅内閣が延命工作をしているとして批判した[20]。
- 選択的夫婦別姓制度導入に反対[21]。
- 2017年衆議院解散について「野党などは『今回の選挙が大義がない』と主張しているが、的外れ。いちいち大義が必要なのか。難癖だ」と指摘した。例として郵政解散を挙げ、「衆院で通った法案が参院で否決されたから解散というのはめちゃくちゃ」と話した[22]。
- 「野党不信任案」の導入を提言。[23]。
- 講演やブログで菅直人のことを「人もどき」と呼んでいた[24][25]。
- 国家秘密に係るスパイ行為等の防止に関する法律案（スパイ防止法）の制定を強く主張している[26]。

## 批判・訴訟
阿比留に対しては、これまでに2件の訴訟で賠償命令が出されている。

### 辻元清美に対する虚偽情報
2011年3月16日および同21日付産経新聞朝刊掲載の論評記事の中で、宮嶋茂樹の本の記述の紹介として、民主党衆議院議員辻元清美が1992年のカンボジア視察で復興活動をしていた自衛官に侮辱的な発言をしたと、実際には宮嶋が書いていないことを書いているかのような記事を書き、また阪神大震災の被災地では反政府ビラをまいたと、一部インターネット掲示板上でのみ流布している虚偽情報をあたかも事実であるかのように書いた。辻元はこれについて事実無根の記事を掲載され、名誉を毀損されたとして産經新聞社と阿比留に対し3300万円の損害賠償を求めて提訴した。
阿比留は産經新聞社と共に、「当時広く知られていた」「本を引用した」「論評記事だから辻元への取材は必要ない」と弁明したが、2013年3月22日に出された東京地裁の判決では、阿比留が書いたような事実が存在するとは認められず、記事の中で引用したと主張する本に阿比留が書いたような記述はない、また辻元らに対する取材もしておらず内容が事実であると信じるに足る理由もなく、政治論評欄の記事だとしても名誉毀損は成立するとして、社と阿比留に80万円の賠償を命じた（原告被告とも控訴せず確定）。

### 慰安婦問題に関する安倍晋三の発言
2007年に行われた日米首脳会談において、慰安婦問題についての意見交換が行われ、首相(当時)の安倍が大統領(当時)のブッシュに対し慰安婦に対しての謝罪の意を伝え、それを受けてブッシュが共同記者会見でその謝罪を受け入れる旨を表明した、と各種メディアで報道された件について、自身のブログや署名記事で、独自の取材網から当該発言がブッシュの一方的なものであり、安倍側からはそのような発言はなかったという事実を掴んだとしてその事実関係を否定している。
しかし、安倍が謝罪したとする発言の事実は後の第2次安倍内閣において、辻元が提出した質問主意書に対し、「元慰安婦の方々に、首相として心から同情し、申し訳ないという気持ちでいっぱいだ」と発言したとの答弁書だった。

### Facebookで投稿した記事に関する訴訟
2015年4月、阿比留がFacebookで、「某氏が官僚時代に1週間無断欠勤し、登庁後もしばらくは重役出勤であった」との内容を投稿した。投稿した記事では実名は書いていなかったが、その人物が民主党の小西洋之を示唆しており（決め手はないものの）、小西の名誉を棄損したとして、刑事告訴ならびに民事訴訟を起こした。
2016年7月26日、東京地方裁判所は、投稿内容から小西であると理解できるなどとし、その上でまた聞きした情報で真実に足りる証拠がないとし、阿比留に対し記事の削除と110万円の支払いを命じた。
2016年12月5日、東京高等裁判所は、「一審の判断に誤りはない」とし、原告被告双方の控訴を棄却し、一審の判決が維持された。
2017年4月5日、最高裁判所第三小法廷が4日付で上告を退ける決定。これにより、阿比留の敗訴が確定した。

## 出演番組

### テレビ
- たかじんのそこまで言って委員会（読売テレビ） - 2013年11月3日（VTR出演）、2014年1月12日、9月21日
- やらまいか〜真相はこうだ！〜（DHCシアター）
- 真相深入り! 虎ノ門ニュース（DHCテレビ） - 2016年9月20日、11月22日、2017年7月11日、2018年1月30日
- ニュース女子（DHCテレビ）
- 放言BARリークス〜酒と政治とおカネと女〜（DHCテレビ）

### ラジオ
- 須田慎一郎のニュースアウトサイダー（ニッポン放送） - 2017年11月11日、2018年2月10日、17日

## 著書
- 『永田町取材日記　阿比留のブログ　国を憂い、われとわが身を甘やかすの記』（産経新聞出版、2007年2月）
- 『決定版 民主党と日教組』（産経新聞出版、2010年5月）
- 『破壊外交　民主党政権の3年間で日本は何を失ったか　完全まとめ』（産経新聞出版、2012年10月）
- 『政権交代の悪夢』（新潮社「新潮新書」、2011年4月）
- 『総理、あなたこそ復興の障害です　菅直人政権の「大罪」』（PHP研究所、20114年7月）
- 著者代表『歴史戦 朝日新聞が世界にまいた「慰安婦」の嘘を討つ』（産経新聞社「産経セレクト」、2014年10月）
- 『総理の誕生　安倍晋三の挫折も雌伏も栄光も』（文藝春秋、2016年12月）
- 『だから安倍晋三政権は強い』（産経新聞出版、2018年8月）
- 『安倍晋三の闘い　官邸からの報告』（ワック 新書判、2018年10月）
- 高山正之との共著『マスメディアの罪と罰』（ワニブックス、2019年1月）
- 『安倍晋三が日本を取り戻した』（ワック 新書判、2020年10月）
- 高山正之との共著『リベラル全体主義が日本を破壊する』（徳間書店、2022年3月）
- 西岡力との共著『安倍晋三の歴史戦』（産経新聞出版、2023年6月）
- 西岡力との共著『メッキが剥がれた マスメディアの「不都合な真実」』（かや書房、2024年1月）
- 『安倍晋三“最後の肉声”最側近記者との対話メモ』（産経新聞出版、2024年7月）